# Descrittore molecolare
Un descrittore molecolare in chimica è un sistema per caratterizzare una molecola che permette di comparare molecole diverse e cercare molecole affini in una banca dati. Esso consiste nella rappresentazione matematica formale di una molecola in grado di trasformare l'informazione chimica, codificata all'interno di una rappresentazione simbolica della stessa molecola, in un valore numerico utile.
I descrittori molecolari trovano impiego nella caratterizzazione delle proprietà dei composti chimici in campi scientifici quali la tossicologia, chimica analitica, chimica fisica, chimica farmaceutica e la chimica ambientale.

## Il concetto
Il concetto di "descrittore molecolare" è strettamente legato alla struttura molecolare e alle proprietà sperimentalmente osservabili di una molecola. I valori numerici che esprimono i descrittori molecolari sono ricavabili dalle proprietà chimico-fisiche sperimentali delle molecole, oppure per via teorica tramite formule matematiche e algoritmi di calcolo. 
Le teorie che stanno alla base della formulazione dei descrittori molecolari sono diverse ed hanno carattere multidisciplinare: esse spaziano dalla chimica quantistica e dalla chimica organica, fino alla teoria dell'informazione e alla teoria dei grafi.

## Esempi
Sono stati proposti più di 5000 possibili descrittori molecolari, derivati da teorie e approcci differenti e ottenuti utilizzando appositi software. I più semplici sono rappresentati dalle proprietà macroscopiche della molecola, quali il peso molecolare o il grado di lipofilicità. 
Più dettagliati sono i descrittori che caratterizzano la molecola nella sua estensione spaziale, suddivisi in descrittori bidimensionali (basati sulla formula di struttura) e tridimensionali (basati sulla struttura tridimensionale vera e propria della molecola). Esempi di descrittori 2D sono i grafi molecolari o descrittori più semplici quali gli indici topologici (grado di connessione, presenza di anelli...) e fingerprint strutturali (presenza o assenza di determinati gruppi). Tra i descrittori 3D sono invece le impronte PPP (potential pharmacore points), le matrici di distanze (contenenti tutte le distanze tra gli atomi), la descrizione di campi tridimensionali (per esempio sterico o elettrostatico).